# Beautiful Ghosts
Beautiful Ghosts è un singolo della cantante statunitense Taylor Swift, pubblicato il 15 novembre 2019 come primo estratto dalla colonna sonora del film musicale Cats.
È stata nominata ai Golden Globe 2020 per la miglior canzone originale.

## Pubblicazione
La canzone è stata annunciata all'inizio del 2018, quando l'adattamento cinematografico del musical era ancora nelle prime fasi di produzione. Il brano è stato strutturato in modo da permettere a Victoria di introdurre il suo personaggio al pubblico, nello stesso modo in cui nel musical originale comunica soltanto con gesti e passi di danza. Il 14 novembre 2019 Taylor Swift e Andrew Lloyd Webber hanno annunciato sui loro profili social che la versione cantata da lei sarebbe stata pubblicata il giorno successivo, poco meno di un mese prima della distribuzione del film.

## Descrizione
Beautiful Ghosts è stato scritto dalla stessa Swift insieme a Andrew Lloyd Webber, e prodotto da Greg Wells. Nel film, è eseguito dalla protagonista Victoria, interpretata da Francesca Hayward. Un breve estratto di 30 secondi è inoltre eseguito da Old Deuteronomy, interpretata da Judi Dench. La versione di Swift viene invece eseguita durante i titoli di coda. Il brano è nato da una melodia acustica composta da Andrew Lloyd Webber. Nel dicembre 2018, durante le riprese del film, egli suonò la melodia al piano a Swift, che improvvisò il testo e finì per scriverne quasi il 90 percento di esso durante il pomeriggio.

## Accoglienza
La canzone ha ricevuto recensioni generalmente favorevoli da parte della critica. Darlene Aderoju e Joelle Goldstein della rivista People hanno elogiato l'abilità vocale della cantante, apprezzando il fatto che sia riuscita ad uscire dai suoi schemi, in particolare nella nota finale. Scrivendo per HuffPost, Ron Dicker ha definito il singolo "uno spettacolo assoluto" e "incredibilmente stupendo", complimentandosi per la voce della cantante. Jessica Vacco-Bolaños di Elite Daily ha affermato che la canzone è "a dir poco perfetta", definendo il testo "grondante di passione". Chris Willman di Variety l'ha considerata un ritorno alla "tonalità giovanile" nella voce della cantante, tipica dei "suoi giorni di Fearless". Brittany Spanos e Ryan Reeds del Rolling Stone hanno descritto la canzone come "cinematografica" e "malinconica". Madeline Roth di MTV News ha lodato la performance vocale di Swift e ha descritto la nota finale come una performance vocale "più potente che in qualsiasi opera musicale recente di Taylor Swift". Anche Carolyn Droke di Uproxx ha apprezzato la cantante per aver messo in mostra le sue doti vocali.
Altri critici hanno dato alla canzone responsi meno favorevoli. Adam Feldman di Time Out ha definito Beautiful Ghosts "terribile". Johnny Oleksinski del New York Post l'ha descritta come "una noiosa copia di Memory", "un impaccio imbarazzante" e "un disperato tentativo di essere affabilmente semplice". Leah Marilla Thomas di Cosmopolitan ha elogiato il ritornello finale, ma è rimasta delusa dal risultato generale della canzone. Vari membri dello staff di Vulture hanno criticato il testo e la performance vocale della cantante, la cui nota finale è stata paragonata al "cadere da una scogliera".

## Tracce
1. Beautiful Ghosts – 4:21